# Total Eclipse
Total Eclipse är en dramafilm från 1995 i regi av Agnieszka Holland. Manuset är baserat på en pjäs från 1967 av Christopher Hampton, som också skrev filmens manus. Filmen handlar om de två franska 1800-talspoeterna Paul Verlaine (David Thewlis) och Arthur Rimbaud (Leonardo DiCaprio).

## Handling
Filmen handlar om det passionerade och våldsamma homosexuella förhållandet mellan de två franska manliga poeterna Paul Verlaine (David Thewlis) och Arthur Rimbaud (Leonardo DiCaprio), under 1800-talet i bland annat Paris och under deras resor i Europa. Under denna tid hade båda en enorm period av kreativitet. Paul Verlaine, som är gift, slits mellan förhållandet med sin rika fru och sin kärlek till Arthur Rimbaud. Då de möts första gången är Arthur Rimbaud bara 16 år, men lyckas ändå totalt förändra Paul Verlaines sätt att se på poesi, och även sitt sätt att se sitt eget liv.

## Medverkande
- Leonardo DiCaprio – Arthur Rimbaud
- David Thewlis – Paul Verlaine
- Romane Bohringer – Mathilde Maute
- Dominique Blanc – Isabelle Rimbaud
- Felicie Pasotti Cabarbaye – Isabelle som barn
- Nita Klein – Rimbauds mor
- James Thiérrée – Frederic
- Emmanuelle Oppo – Vitalie
- Denise Chalem – Mrs. Maute De Fleurville
- Andrzej Seweryn – Mr. Maute De Fleurville
- Christopher Thompson – Carjat
- Bruce Van Barthold – Aicard
- Christopher Chaplin – Charles Cros
- Christopher Hampton – Domaren
- Mathias Jung – Andre